# Olympische Sommerspiele 2008/Teilnehmer (Guatemala)
| Gelbes Symbol für Goldmedaillen mit stilisierten Olympischen Ringen | Graues Symbol für Silbermedaillen mit stilisierten Olympischen Ringen | Braundes Symbol für Bronzemedaillen mit stilisierten Olympischen Ringen |
| ------------------------------------------------------------------- | --------------------------------------------------------------------- | ----------------------------------------------------------------------- |
| —                                                                   | —                                                                     | —                                                                       |

Guatemala nahm an den Olympischen Sommerspielen 2008 in Peking mit zwölf Athleten an neun Sportarten teil. Es waren die zwölften Olympischen Sommerspiele für Guatemala.

## Teilnehmer nach Sportarten

### Badminton
- Kevin Cordón
Herreneinzel

### Boxen
- Eddie Valenzuela
Klasse bis 51 kg

### Gewichtheben
- Christian López
Klasse bis 105 kg, Männer

### Leichtathletik
- Alfredo Arévalo
Marathon, Männer
- Amado García
Marathon, Männer
- Luis García
50 km Gehen, Männer
- Evelyn Núñez
20 km Gehen, Frauen

### Moderner Fünfkampf
- Rita Sanz-Agero
Frauen

### Reiten
- Juan Andrés Rodríguez
Springreiten

### Schießen
- Juan Carlos Romero
Skeet, Männer

### Schwimmen
- Gisela Morales
100 m Rücken & 200 m Rücken, Frauen

### Segeln
- Juan Maegli
Laser, Männer